# Sent Crespin e Carlucet
Sent Crespin e Carlucet (en francès Saint-Crépin-et-Carlucet) és un municipi francès situat al departament de la Dordonya i a la regió de la Nova Aquitània.

## Demografia
| 1962                                       | 1968 | 1975 | 1982 | 1990 | 1999 | 2007 |
| ------------------------------------------ | ---- | ---- | ---- | ---- | ---- | ---- |
| 370                                        | 331  | 321  | 310  | 372  | 406  | 486  |
| Des de 1962: població sense dobles comptes |      |      |      |      |      |      |

## Administració
| Període   | Identitat     | Partit |
| --------- | ------------- | ------ |
| 1995-2008 | Yves Bouyé    |        |
| 2008-     | Alain Vilatte |        |